# Perizoma hydrata
Perizoma hydrata is een nachtvlinder uit de familie van de spanners (Geometridae).
De spanwijdte van deze vlinder is 18 tot 22 millimeter. De grondkleur van de voorvleugel is grijs met diverse donkere dwarslijnen en een dubbele lichtere dwarslijn. De achtervleugel is lichtgekleurd en ook hier is vaag de dubbele lichtere dwarslijn te zien.
De soort gebruikt rode pekanjer en nachtsilene als waardplanten. De rupsen eten van de zaaddozen. De soort vliegt in een jaarlijkse generatie van eind mei tot in juli. De rups is te vinden in juni en juli. De pop overwintert.
De soort komt van Europa en de Kaukasus via het westen van Siberië tot de Sajan en Altaj en het noorden van Mongolië voor. De soort is in België zeer zeldzaam. In Nederland is hij niet waargenomen. 